# سیووی (تگزاس)
سیووی، تگزاس(به انگلیسی: Savoy, Texas) شهری در ایالت تگزاس از ایالات جنوبی ایالات متحده آمریکا است. در سرشماری سال ۲۰۰۰، جمعیت این شهر ۸۵۰ نفر اعلام شد.